# Holodeck
Het holodeck is een speciale ruimte aan boord van veel ruimteschepen uit de sciencefictionserie Star Trek.
Een holodeck is een geavanceerde vorm van virtual reality. De kamer verscheen voor het eerst in de pilotaflevering van Star Trek: The Next Generation, "Encounter at Farpoint".

## Overzicht
Volgens de Star Trek: The Next Generation Technical Manual is het holodeck een afgesloten ruimte waarin mensen, voorwerpen en omgevingen worden gesimuleerd middels een combinatie van hologrammen, zwakke trekstralen en krachtvelden. Ook geluiden en geuren worden door de kamer gesimuleerd. In een holodeck bevindt men zich in een realistische elektrische wereld die bijna niet te onderscheiden is van de werkelijkheid.
Het holodeck is uitgerust met een aantal standaard programma’s, soms gebaseerd op klassieke verhalen. De omgevingen die het holodeck projecteert kunnen veel groter lijken dan de kamer in werkelijkheid is. Dit effect wordt bereikt met behulp van krachtvelden die zorgen dat iemand wel loopt, maar niet vooruit komt (een soort virtuele tredmolen).
Iemand die het holodeck bezoekt kan zelf inspelen op de gebeurtenissen in de simulatie, maar kan er ook voor kiezen om gewoon vanaf een afstandje toe te kijken. Een holodeckprogramma kan van tevoren worden ingesteld op wat de bezoeker van het holodeck wil. Indien iemand gewoon een hologram wil bekijken maar er niet in wil meespelen, zullen alle holografische personages de bezoeker negeren en doen alsof hij er niet is. Als een bezoeker wel mee wil spelen zullen de holografische personages reageren op wat hij doet.
Meestal zijn de hologrammen gebonden aan veiligheidsregels zodat een bezoeker niet echt gewond kan raken. Het is echter mogelijk om deze veiligheid uit te zetten, waarna zelfs een hologram iemand kan verwonden of doden. Jean-Luc Picard gebruikte dit tegen de Borg in de film Star Trek: First Contact, waarin hij twee drones neerschiet met een holografisch geweer.
Het holodeck wordt bediend met een paneel dat zich naast de deur bevindt (zowel van binnen als buiten). Bezoekers van het holodeck kunnen de computer op elk moment bevelen dit controlepaneel te tonen of de simulatie te beëindigen.

## Gebruik en fouten
De holodecks worden in Star Trek meestal gebruikt voor twee doelen: recreatie en training. Soms worden ze ook gebruikt om een misdaad of incident beter te bestuderen, of om complexe operaties te simuleren voordat ze daadwerkelijk worden uitgevoerd.
Het holodeck speelt in een aantal Star Trek afleveringen een belangrijke rol. Holodecks zijn echter kwetsbaar voor schade aan computers. Door deze fouten worden soms de veiligheidsregels van het holodeck uitgezet. Ook is het voorgekomen dat mensen vast kwamen te zitten in het holodeck en moesten zien te overleven tot het simulatieprogramma helemaal uitgespeeld was. Dit gebeurde bijvoorbeeld in de TNG aflevering "A Fistful of Datas", waarin Lt. Worf, zijn zoon Alexander Rozhenko, en Counselor Troi vast kwamen te zitten in een simulatie van een 19e-eeuws Wild West-avontuur.

## Trivia
Ook buiten Star Trek is een keer een holodeck gebruikt. Dit gebeurde in het Suske en Wiske-album Het lederen monster. In dit verhaal bouwde Professor Barabas een holodeck waarin voetballer Cedric Catenaccio om zijn balfobie te overwinnen drie historische balspelen speelde, waarin ook Lambik, Suske, Wiske, Sidonia en Jerom meespeelden. 